# Stacja turystyczna „Zygmuntówka”
Stacja turystyczna „Zygmuntówka” – nieczynna, prywatna górska stacja turystyczna w Paśmie Przedbabiogórskim, które według regionalizacji Polski opracowanej przez Jerzego Kondrackiego należy do Beskidu Makowskiego. Jest położona pod przełęczą Klekociny, na wysokości około 850 m n.p.m.

## Warunki pobytu
Obiekt posiada do 40 miejsc noclegowych, jadalnię-refektarz, kaplicę oraz zaplecze kuchenne. Czynny jest przez cały rok (oprócz świąt Bożego Narodzenia oraz Wielkanocy). Posiłki na zamówienie wraz z noclegiem.
Dojazd do stacji samochodem możliwy jest od strony Koszarawy-Bystrej.

## Szlaki turystyczne
– zielony szlak: Hucisko, stacja PKP – Koszarawa Cicha – Jałowiec – przełęcz Klekociny – Przełęcz Jałowiecka Północna.
 – niebieska ścieżka: od przystanku Koszarawa Bystra - przełęcz Klekociny i Zawoja Wełcza – przełęcz Klekociny.